# Rally di Roma Capitale 2025
El Rally di Roma Capitale 2025, oficialmente 13. Rally di Roma Capitale, fue la decimotercera edición y la quinta ronda de la temporada 2025 del Campeonato de Europa de Rally. Se celebró del 4 al 6 de julio y contó con un itinerario de trece tramos sobre asfalto que sumaban un total de 207,82 km cronometrados.
Giandomenico Basso ha conseguido su tercera victoria en el Rally di Roma Capitale tras una apasionante batalla por la victoria en la quinta ronda del Campeonato de Europa de Rally. El bicampeón europeo, Basso, logró mantener a raya a su aspirante al título y compañero de equipo, Andrea Mabellini, en la última etapa, para alzarse con la victoria por 3,7 segundos tras 13 etapas repletas de acción bajo altas temperaturas. Este triunfo se suma a las victorias previas en la prueba de asfalto de Basso en 2019 y 2021. Mabellini reforzó sus aspiraciones al título con su primer podio de la temporada. El líder del campeonato ERC, Mikołaj Marczyk, perdió ante Mabellini en la penúltima etapa y tuvo que conformarse con el tercer puesto, al volante de su Škoda Fabia RS Rally2. Tras empatar en la décima posición en la superespecial del viernes en el centro de Roma, frente al famoso Coliseo, Basso ascendió rápidamente en la clasificación el sábado. El italiano se vio envuelto en una intensa batalla por la victoria con su compatriota y dos veces ganador de la prueba, Andrea Crugnola. La diferencia entre ambos nunca superó los cinco segundos durante el sábado, y Crugnola llegó al domingo con una ventaja de 3,3 segundos tras marcar un impresionante mejor tiempo en la SS6 Torre di Cicerone 2. Basso siguió presionando el domingo por la mañana para reducir la ventaja del piloto del Citroën C3 Rally2 a 2,7 segundos tras la SS8, antes de arrebatarle el liderato del rally por 0,2 segundos tras ganar la SS9 Canterano – Subiaco 1. Sin embargo, Crugnola reaccionó y recuperó el liderato por 2,5 segundos tras la SS10, antes de que sus esperanzas de victoria se desvanecieran al entrar en las tres últimas especiales. Crugnola llegó dos minutos tarde al salir de un reagrupamiento, lo que le valió una penalización de 20 segundos que le dio a Basso una ventaja de 9,5 segundos sobre Marczyk, mientras que Crugnola cayó a la quinta posición. Basso llegó a la etapa final con una ventaja de 5,1 segundos sobre Mabellini, quien adelantó a Marczyk y se colocó segundo tras ganar la ES13. Basso mantuvo la calma para aguantar y conseguir una impresionante victoria.
Tras liderar la clasificación del ERC3 en el Royal Rally of Scandinavia y en su prueba de casa, el Rally de Polonia, Tymoteusz Abramowski consiguió un triplete espectacular en el Rally di Roma Capitale, su segunda participación sobre asfalto. Hubert Kowalczyk terminó segundo, con Casey-Jay Coleman consiguiendo su primer podio en tercer lugar.
En el ERC4 y en ERC Junior, el sueco Calle Carlberg logró su triplete de victorias en el ERC4 y ERC Junior tras ejecutar a la perfección su plan de batalla previo al evento. Carlberg llegó a la última jornada del domingo con 7,8 segundos de ventaja sobre Sergi Pérez Jr., con un Peugeot 208 Rally4. Aunque el camino del piloto del ADAC Opel Rally Junior Team hacia la gloria del Rally di Roma Capitale se vio facilitado cuando Pérez Jr. chocó contra una piedra en la carretera en el SS9 y abandonó la contienda. Fue acompañado en el podio por el italiano Gianandrea Pisani y el estonio Jaspar Vaher en el podio del ERC4. Mientras nuevamente en el podio por el estonio Vaher en el segundo puesto y por el irlandés Craig Rahill quien consiguió su primer podio en el ERC Junior.

## Lista de inscritos
| Num.                     | Piloto               | Copiloto             | Automóvil                | Equipo                                   |
| ------------------------ | -------------------- | -------------------- | ------------------------ | ---------------------------------------- |
| 1                        | Roope Korhonen       | Anssi Viinikka       | Toyota GR Yaris Rally2   | Team MRF Tyres                           |
| 2                        | Efrén Llarena        | Sara Fernández       | Toyota GR Yaris Rally2   | Efrén Llarena                            |
| 3                        | Emil Lindholm        | Reeta Hämäläinen     | Škoda Fabia RS Rally2    | J2X Rally Team                           |
| 4                        | Mikołaj Marczyk      | Szymon Gospodarczyk  | Škoda Fabia RS Rally2    | Mikołaj Marczyk                          |
| 5                        | Mads Østberg         | Torstein Eriksen     | Citroën C3 Rally2        | TRT Rally Team                           |
| 6                        | Andrea Mabellini     | Virginia Lenzi       | Škoda Fabia RS Rally2    | Andrea Mabellini                         |
| 7                        | Jon Armstrong        | Shane Byrne          | Ford Fiesta Rally2       | M-Sport Ford WRT                         |
| 8                        | Mille Johansson      | Johan Grönvall       | Škoda Fabia Rally2 evo   | Mille Johansson                          |
| 9                        | Simone Tempestini    | Sergiu Itu           | Škoda Fabia RS Rally2    | Team MRF Tyres                           |
| 10                       | Jakub Matulka        | Damian Syty          | Škoda Fabia RS Rally2    | Jakub Matulka                            |
| 11                       | Jos Verstappen       | Renaud Jamoul        | Škoda Fabia RS Rally2    | Jos Verstappen                           |
| 12                       | Norbert Herczig      | Ramón Ferencz        | Škoda Fabia RS Rally2    | Proformance Service Kft Team Staff House |
| 14                       | Simon Wagner         | Hanna Ostlender      | Hyundai i20 N Rally2     | Kowax DST Racing                         |
| 15                       | Roberto Blach Jr.    | Mauro Barreiro       | Škoda Fabia RS Rally2    | Roberto Blach Jr.                        |
| 16                       | Max McRae            | Cameron Fair         | Citroën C3 Rally2        | MRF Tyres Dealer Team                    |
| 18                       | Philip Allen         | Craig Drew           | Škoda Fabia RS Rally2    | Philip Allen                             |
| 19                       | Martin Vlček         | Jakub Kunst          | Hyundai i20 N Rally2     | Kowax DST Racing                         |
| 20                       | András Hadik         | István Juhász        | Ford Fiesta Rally2       | B-A Promotion Kft.                       |
| 21                       | Dominik Stříteský    | Ondřej Krajča        | Škoda Fabia RS Rally2    | Auto Podbabská Škoda PSG ACCR Team       |
| 22                       | Jan Solans           | Rodrigo Sanjuan      | Toyota GR Yaris Rally2   | Team MRF Tyres                           |
| 23                       | Giandomenico Basso   | Lorenzo Granai       | Škoda Fabia RS Rally2    | Giandomenico Basso                       |
| 24                       | Andrea Crugnola      | Pietro Elia Ometto   | Citroën C3 Rally2        | F.P.F. Sport                             |
| 25                       | Boštjan Avbelj       | Elia De Guio         | Škoda Fabia RS Rally2    | Boštjan Avbelj                           |
| 26                       | Fabio Andolfi        | Marco Menchini       | Toyota GR Yaris Rally2   | T-Racing                                 |
| 27                       | Marco Signor         | Daniele Michi        | Toyota GR Yaris Rally2   | Marco Signor                             |
| 28                       | Roberto Daprà        | Luca Guglielmetti    | Škoda Fabia RS Rally2    | Roberto Daprà                            |
| 29                       | Simone Campedelli    | Tania Canton         | Škoda Fabia RS Rally2    | Simone Campedelli                        |
| 30                       | Benjamin Korhola     | Kristian Temonen     | Toyota GR Yaris Rally2   | Team MRF Tyres                           |
| 31                       | Antonio Rusce        | Gabriele Zanni       | Škoda Fabia RS Rally2    | Antonio Rusce                            |
| 32                       | Davide Porta         | Andrea Quistini      | Škoda Fabia RS Rally2    | Davide Porta                             |
| 33                       | Vittorio Ceccato     | Paolo Garavaldi      | Škoda Fabia RS Rally2    | Vittorio Ceccato                         |
| 34                       | Rachele Somaschini   | Giulia Zanchetta     | Citroën C3 Rally2        | Rachele Somaschini                       |
| 35                       | Dariusz Biedrzyński  | Rafał Fiołek         | Hyundai i20 N Rally2     | Kowax DST Racing                         |
| 36                       | Jarosław Kołtun      | Ireneusz Pleskot     | Škoda Fabia RS Rally2    | J2X Rally Team                           |
| 37                       | Zoltán László        | György Kocsis        | Škoda Fabia RS Rally2    | Topp-Cars Rally Team                     |
| 38                       | Piotr Krotoszyński   | Marcin Szeja         | Škoda Fabia Rally2 evo   | Turán Motorsport SE                      |
| 39                       | David Tomek          | Vítězslav Baďura     | Škoda Fabia Rally2 evo   | Top Trans Highway s.r.o.                 |
| 40                       | Eamonn Boland        | "MJ"                 | Ford Fiesta Rally2       | Eamonn Boland                            |
| 41                       | Tymoteusz Abramowski | Jakub Wróbel         | Ford Fiesta Rally3       | Tymoteusz Abramowski                     |
| 42                       | Tristan Charpentier  | Florian Barral       | Ford Fiesta Rally3       | Tristan Charpentier                      |
| 43                       | Hubert Laskowski     | Daniel Dymurski      | Ford Fiesta Rally3       | Grupa PGS RT                             |
| 44                       | Błażej Gazda         | Michał Jurgała       | Renault Clio Rally3      | Błażej Gazda                             |
| 45                       | Hubert Kowalczyk     | Jarosław Hryniuk     | Renault Clio Rally3      | Hubert Kowalczyk                         |
| 46                       | Adrian Rzeźnik       | Kamil Kozdroń        | Ford Fiesta Rally3       | Adrian Rzeźnik                           |
| 47                       | Casey Jay Coleman    | Killian McArdle      | Ford Fiesta Rally3       | Casey Jay Coleman                        |
| 48                       | Martin Ravenščak     | Dora Ravenščak       | Ford Fiesta Rally3       | IK Sport Racing                          |
| 50                       | Sebastian Butyński   | Łukasz Jastrzębski   | Renault Clio Rally3      | Sebastian Butyński                       |
| 51                       | Adam Grahn           | Christoffer Bäck     | Ford Fiesta Rally3       | Adam Grahn                               |
| 52                       | Taylor Gill          | Daniel Brkic         | Ford Fiesta Rally3       | KMS Racing x VL                          |
| 53                       | Calle Carlberg       | Jørgen Eriksen       | Opel Corsa Rally4        | ADAC Opel Rallye Junior Team             |
| 54                       | Ioan Lloyd           | Sion Williams        | Peugeot 208 Rally4       | Ioan Lloyd                               |
| 55                       | Sergi Pérez Jr.      | Axel Coronado        | Peugeot 208 Rally4       | RACC Motorsport                          |
| 56                       | Jaspar Vaher         | Sander Pruul         | Lancia Ypsilon Rally4 HF | Team Estonia Autosport                   |
| 57                       | Aoife Raftery        | Hannah McKillop      | Peugeot 208 Rally4       | HRT Racing Kft.                          |
| 58                       | Tuukka Kauppinen     | Veli-Pekka Karttunen | Lancia Ypsilon Rally4 HF | Tuukka Kauppinen                         |
| 59                       | Keelan Grogan        | Ayrton Sherlock      | Peugeot 208 Rally4       | Motorsport Ireland Rally Academy         |
| 70                       | Craig Rahill         | Conor Smith          | Peugeot 208 Rally4       | Motorsport Ireland Rally Academy         |
| 71                       | Leevi Lassila        | Antti Linnaketo      | Opel Corsa Rally4        | IK Sport Racing                          |
| 72                       | Luca Pröglhöf        | Christina Ettel      | Opel Corsa Rally4        | ADAC Opel Rallye Junior Team             |
| 74                       | Kevin Lempu          | Fredi Kostikov       | Ford Fiesta Rally4       | Team Estonia Autosport                   |
| 75                       | Francesco Dei Ceci   | Nicolò Lazzarini     | Peugeot 208 Rally4       | Francesco Dei Ceci                       |
| 76                       | Kevin Saraiva        | Beatriz Pinto        | Peugeot 208 Rally4       | Kevin Saraiva                            |
| 77                       | Yohan Surroca        | Pierre Blot          | Peugeot 208 Rally4       | Yohan Surroca                            |
| 78                       | Davide Pesavento     | Alessandro Michelet  | Lancia Ypsilon Rally4 HF | Davide Pesavento                         |
| 79                       | Gianandrea Pisani    | Nicola Biagi         | Lancia Ypsilon Rally4 HF | Gianandrea Pisani                        |
| 80                       | Giorgio Cogni        | Daiana Darderi       | Lancia Ypsilon Rally4 HF | Giorgio Cogni                            |
| 81                       | Gabriel Di Pietro    | Andrea Dresti        | Lancia Ypsilon Rally4 HF | Gabriel Di Pietro                        |
| 82                       | Nicolò Ardizzone     | Valentina Pasini     | Lancia Ypsilon Rally4 HF | Nicolò Ardizzone                         |
| 83                       | Michael Rendina      | Alice Caprile        | Renault Clio Rally4      | Motorsport Italia                        |
| 84                       | Federico Francia     | Chiara Lombardi      | Lancia Ypsilon Rally4 HF | Federico Francia                         |
| 85                       | Denis Vigliaturo     | Ermanno Corradini    | Lancia Ypsilon Rally4 HF | Denis Vigliaturo                         |
| 86                       | Michael Lengauer     | Jürgen Rausch        | Lancia Ypsilon Rally4 HF | Michael Lengauer                         |
| 87                       | Andrea Mazzocchi     | Nicolò Gonella       | Lancia Ypsilon Rally4 HF | Andrea Mazzocchi                         |
| 88                       | Emanuele Fiore       | Pietro D'Agostino    | Lancia Ypsilon Rally4 HF | Emanuele Fiore                           |
| 89                       | Emanuele Rosso       | Federico Capilli     | Lancia Ypsilon Rally4 HF | Emanuele Rosso                           |
| 90                       | Edoardo De Antoni    | Martina Musiari      | Lancia Ypsilon Rally4 HF | Edoardo De Antoni                        |
| 91                       | Dariusz Poloński     | Łukasz Sitek         | Lancia Ypsilon Rally4 HF | Dariusz Poloński                         |
| 92                       | Adam Sroka           | Paweł Pochroń        | Lancia Ypsilon Rally4 HF | Adam Sroka                               |
| 93                       | Mauro Porzia         | Arianna Genaro       | Lancia Ypsilon Rally4 HF | Mauro Porzia                             |
| 94                       | Giuseppe Piumatti    | Sonia Piumatti       | Lancia Ypsilon Rally4 HF | Giuseppe Piumatti                        |
| 95                       | Ciprian Lupu         | Vlad Colceriu        | Renault Clio Rally5      | Ciprian Lupu                             |
| 96                       | Catherine Rădulescu  | Bogdan Minea         | Renault Clio Rally4      | Catherine Rădulescu                      |
| 109                      | Patrik Hallberg      | John Stigh           | Peugeot 208 Rally4       | Patrik Hallberg                          |
| 110                      | Tom Heindrichs       | Jonas Schmitz        | Opel Corsa Rally4        | Auto-Moto-Club St.Vith                   |
| Fuente: ewrc-results.com |                      |                      |                          |                                          |

## Itinerario
| Día                     | Tramo | Nombre                            | Distancia | Ganador de la etapa                | Automóvil             | Tiempo  | Líder de la general |
| ----------------------- | ----- | --------------------------------- | --------- | ---------------------------------- | --------------------- | ------- | ------------------- |
| Día 1 (4 de julio)      | -     | Fumone (Shakedown)                | 6.45 km   | Andrea Mabellini                   | Škoda Fabia RS Rally2 | 3:34.2  | -                   |
| Día 1 (4 de julio)      | SS1   | Colosseo Aci Roma                 | 1.30 km   | Boštjan Avbelj                     | Škoda Fabia RS Rally2 | 56.2    | Boštjan Avbelj      |
| Día 2 (5 de julio)      | SS2   | Collepardo Pozzo d'Antullo 1      | 6.47 km   | Mikołaj Marczyk Giandomenico Basso | Škoda Fabia RS Rally2 | 3:56.4  | Mikołaj Marczyk     |
| Día 2 (5 de julio)      | SS3   | Torre di Cicerone 1               | 34.57 km  | Mikołaj Marczyk                    | Škoda Fabia RS Rally2 | 20:54.8 | Mikołaj Marczyk     |
| Día 2 (5 de julio)      | SS4   | Santopadre 1                      | 13.05 km  | Andrea Mabellini                   | Škoda Fabia RS Rally2 | 7:38.7  | Andrea Crugnola     |
| Día 2 (5 de julio)      | SS5   | Collepardo Pozzo d'Antullo 2      | 6.47 km   | Roberto Daprà                      | Škoda Fabia RS Rally2 | 3:56.7  | Andrea Crugnola     |
| Día 2 (5 de julio)      | SS6   | Torre di Cicerone 2               | 34.57 km  | Andrea Crugnola                    | Citroën C3 Rally2     | 20:58.5 | Andrea Crugnola     |
| Día 2 (5 de julio)      | SS7   | Santopadre 2                      | 13.05 km  | Roberto Daprà                      | Škoda Fabia RS Rally2 | 7:38.1  | Andrea Crugnola     |
| Día 3 (6 de julio)      | SS8   | Guarcino - Altipiani 1            | 11.58 km  | Simone Campedelli                  | Škoda Fabia RS Rally2 | 6:28.4  | Andrea Crugnola     |
| Día 3 (6 de julio)      | SS9   | Canterano - Subiaco 1             | 30.59 km  | Giandomenico Basso                 | Škoda Fabia RS Rally2 | 18:24.7 | Giandomenico Basso  |
| Día 3 (6 de julio)      | SS10  | Jenne - Monastero 1               | 7.00 km   | Andrea Crugnola                    | Citroën C3 Rally2     | 4:01.6  | Andrea Crugnola     |
| Día 3 (6 de julio)      | SS11  | Guarcino - Altipiani 2            | 11.58 km  | Simone Campedelli                  | Škoda Fabia RS Rally2 | 6:26.6  | Giandomenico Basso  |
| Día 3 (6 de julio)      | SS12  | Canterano - Subiaco 2             | 30.59 km  | Andrea Mabellini                   | Škoda Fabia RS Rally2 | 18:22.8 | Giandomenico Basso  |
| Día 3 (6 de julio)      | SS13  | Jenne - Monastero 2 (Power Stage) | 7.00 km   | Mikołaj Marczyk                    | Škoda Fabia RS Rally2 | 4:00.2  | Giandomenico Basso  |
| Fuente:ewrc-results.com |       |                                   |           |                                    |                       |         |                     |

### Power stage
El power stage fue un tramo de 7,00 km. Se otorgaron puntos adicionales a los cinco más rápidos.
| Pos. | Piloto           | Copiloto            | Tiempo | Diferencia | Puntos |
| ---- | ---------------- | ------------------- | ------ | ---------- | ------ |
| 1    | Mikołaj Marczyk  | Szymon Gospodarczyk | 4:00.2 | 0.0        | 5      |
| 2    | Roberto Daprà    | Luca Guglielmetti   | 4:00.3 | +0.1       | 4      |
| 3    | Jon Armstrong    | Shane Byrne         | 4:00.9 | +0.7       | 3      |
| 4    | Andrea Crugnola  | Pietro Elia Ometto  | 4:01.1 | +0.9       | 2      |
| 5    | Andrea Mabellini | Virginia Lenzi      | 4:01.1 | +0.9       | 1      |

## Clasificación final
| Pos.                     | Piloto               | Copiloto             | Automóvil                | Tiempo    | Diferencia | Puntos  |
| General                  | General              | General              | General                  | General   | General    | General |
| ------------------------ | -------------------- | -------------------- | ------------------------ | --------- | ---------- | ------- |
| 1.                       | Giandomenico Basso   | Lorenzo Granai       | Škoda Fabia RS Rally2    | 2:04:11.2 | 0.0        | 30      |
| 2.                       | Andrea Mabellini     | Virginia Lenzi       | Škoda Fabia RS Rally2    | 2:04:14.9 | +3.7       | 24      |
| 3.                       | Mikołaj Marczyk      | Szymon Gospodarczyk  | Škoda Fabia RS Rally2    | 2:04:18.6 | +7.4       | 21      |
| 4.                       | Roberto Daprà        | Luca Guglielmetti    | Škoda Fabia RS Rally2    | 2:04:21.3 | +10.1      | 19      |
| 5.                       | Andrea Crugnola      | Pietro Elia Ometto   | Citroën C3 Rally2        | 2:04:25.5 | +14.3      | 17      |
| 6.                       | Simone Campedelli    | Tania Canton         | Škoda Fabia RS Rally2    | 2:04:27.3 | +16.1      | 15      |
| 7.                       | Efrén Llarena        | Sara Fernández       | Toyota GR Yaris Rally2   | 2:04:46.2 | +35.0      | 13      |
| 8.                       | Mads Østberg         | Torstein Eriksen     | Citroën C3 Rally2        | 2:04:53.1 | +41.9      | 11      |
| 9.                       | Boštjan Avbelj       | Elia De Guio         | Škoda Fabia RS Rally2    | 2:05:00.8 | +49.6      | 9       |
| 10.                      | Dominik Stříteský    | Ondřej Krajča        | Škoda Fabia RS Rally2    | 2:05:30.7 | +1:19.5    | 7       |
| 11.                      | Jon Armstrong        | Shane Byrne          | Ford Fiesta Rally2       | 2:05:46.2 | +1:35.0    | 5       |
| 12.                      | Norbert Herczig      | Ramón Ferencz        | Škoda Fabia RS Rally2    | 2:05:52.9 | +1:41.7    | 4       |
| 13.                      | Marco Signor         | Daniele Michi        | Toyota GR Yaris Rally2   | 2:05:54.6 | +1:43.4    | 3       |
| 14.                      | Roberto Blach Jr.    | Mauro Barreiro       | Škoda Fabia RS Rally2    | 2:08:04.5 | +3:53.3    | 2       |
| 15.                      | Mille Johansson      | Johan Grönvall       | Škoda Fabia Rally2 evo   | 2:08:22.2 | +4:11.0    | 1       |
| ERC3                     |                      |                      |                          |           |            |         |
| 1.                       | Tymoteusz Abramowski | Jakub Wróbel         | Ford Fiesta Rally3       | 2:14:14.8 | 0.0        | 30      |
| 2.                       | Hubert Kowalczyk     | Jarosław Hryniuk     | Renault Clio Rally3      | 2:16:46.4 | +2:31.6    | 24      |
| 3.                       | Casey Jay Coleman    | Killian McArdle      | Ford Fiesta Rally3       | 2:17:29.6 | +3:14.8    | 21      |
| 4.                       | Adam Grahn           | Christoffer Bäck     | Ford Fiesta Rally3       | 2:18:20.1 | +4:05.3    | 19      |
| 5.                       | Błażej Gazda         | Michał Jurgała       | Renault Clio Rally3      | 2:21:03.8 | +6:49.0    | 17      |
| 6.                       | Martin Ravenščak     | Dora Ravenščak       | Ford Fiesta Rally3       | 2:28:36.1 | +14:21.3   | 15      |
| 7.                       | Hubert Laskowski     | Daniel Dymurski      | Ford Fiesta Rally3       | 2:44:37.6 | +30:22.8   | 13      |
| 8.                       | Taylor Gill          | Daniel Brkic         | Ford Fiesta Rally3       | 2:52:15.9 | +38:01.1   | 11      |
| ERC4                     |                      |                      |                          |           |            |         |
| 1.                       | Calle Carlberg       | Jørgen Eriksen       | Opel Corsa Rally4        | 2:15:37.6 | 0.0        | 30      |
| 2.                       | Gianandrea Pisani    | Nicola Biagi         | Lancia Ypsilon Rally4 HF | 2:16:09.7 | +32.1      | 24      |
| 3.                       | Jaspar Vaher         | Sander Pruul         | Lancia Ypsilon Rally4 HF | 2:16:11.3 | +33.7      | 21      |
| 4.                       | Craig Rahill         | Conor Smith          | Peugeot 208 Rally4       | 2:16:14.4 | +36.8      | 19      |
| 5.                       | Ioan Lloyd           | Sion Williams        | Peugeot 208 Rally4       | 2:16:15.6 | +38.0      | 17      |
| 6.                       | Yohan Surroca        | Pierre Blot          | Peugeot 208 Rally4       | 2:16:19.9 | +42.3      | 15      |
| 7.                       | Francesco Dei Ceci   | Nicolò Lazzarini     | Peugeot 208 Rally4       | 2:16:54.5 | +1:16.9    | 13      |
| 8.                       | Andrea Mazzocchi     | Nicolò Gonella       | Lancia Ypsilon Rally4 HF | 2:17:00.1 | +1:22.5    | 11      |
| 9.                       | Giorgio Cogni        | Daiana Darderi       | Lancia Ypsilon Rally4 HF | 2:17:10.2 | +1:32.6    | 9       |
| 10.                      | Edoardo De Antoni    | Martina Musiari      | Lancia Ypsilon Rally4 HF | 2:17:39.3 | +2:01.7    | 7       |
| 11.                      | Tuukka Kauppinen     | Veli-Pekka Karttunen | Lancia Ypsilon Rally4 HF | 2:17:40.0 | +2:02.4    | 5       |
| 12.                      | Michael Lengauer     | Jürgen Rausch        | Lancia Ypsilon Rally4 HF | 2:17:55.9 | +2:18.3    | 4       |
| 13.                      | Nicolò Ardizzone     | Valentina Pasini     | Lancia Ypsilon Rally4 HF | 2:17:59.4 | +2:21.8    | 3       |
| 14.                      | Keelan Grogan        | Ayrton Sherlock      | Peugeot 208 Rally4       | 2:18:24.2 | +2:46.6    | 2       |
| 15.                      | Dariusz Poloński     | Łukasz Sitek         | Lancia Ypsilon Rally4 HF | 2:18:42.1 | +3:04.5    | 1       |
| Junior ERC               |                      |                      |                          |           |            |         |
| 1.                       | Calle Carlberg       | Jørgen Eriksen       | Opel Corsa Rally4        | 2:15:37.6 | 0.0        | 30      |
| 2.                       | Jaspar Vaher         | Sander Pruul         | Lancia Ypsilon Rally4 HF | 2:16:11.3 | +33.7      | 24      |
| 3.                       | Craig Rahill         | Conor Smith          | Peugeot 208 Rally4       | 2:16:14.4 | +36.8      | 21      |
| 4.                       | Ioan Lloyd           | Sion Williams        | Peugeot 208 Rally4       | 2:16:15.6 | +38.0      | 19      |
| 5.                       | Yohan Surroca        | Pierre Blot          | Peugeot 208 Rally4       | 2:16:19.9 | +42.3      | 17      |
| 6.                       | Francesco Dei Ceci   | Nicolò Lazzarini     | Peugeot 208 Rally4       | 2:16:54.5 | +1:16.9    | 15      |
| 7.                       | Tuukka Kauppinen     | Veli-Pekka Karttunen | Lancia Ypsilon Rally4 HF | 2:17:40.0 | +2:02.4    | 13      |
| 8.                       | Keelan Grogan        | Ayrton Sherlock      | Peugeot 208 Rally4       | 2:18:24.2 | +2:46.6    | 11      |
| 9.                       | Leevi Lassila        | Antti Linnaketo      | Opel Corsa Rally4        | 2:20:11.0 | +4:33.4    | 9       |
| 10.                      | Aoife Raftery        | Hannah McKillop      | Peugeot 208 Rally4       | 2:21:27.7 | +5:50.1    | 7       |
| 11.                      | Kevin Saraiva        | Beatriz Pinto        | Peugeot 208 Rally4       | 2:23:38.5 | +8:00.9    | 5       |
| Fuente: ewrc-results.com |                      |                      |                          |           |            |         |